# Avalanche Rocks
Die Avalanche Rocks sind ein 185 m hoher und 366 m langer Felsvorsprung auf der Westseite der Melba-Halbinsel an der Küste des ostantarktischen Königin-Marie-Lands. Sie ragen senkrecht auf halber Strecke zwischen dem Delay Point und den Jones Rocks auf.
Entdeckt wurde sie im September 1912 von Teilnehmern der Australasiatischen Antarktisexpedition (1911–1914) unter der Leitung des australischen Polarforschers Douglas Mawson. Namensgebend war eine große Lawine (englisch: avalanche), die unweit eines Zeltlagers der Expeditionsteilnehmer abgegangen war.